# Rów Podchoczański

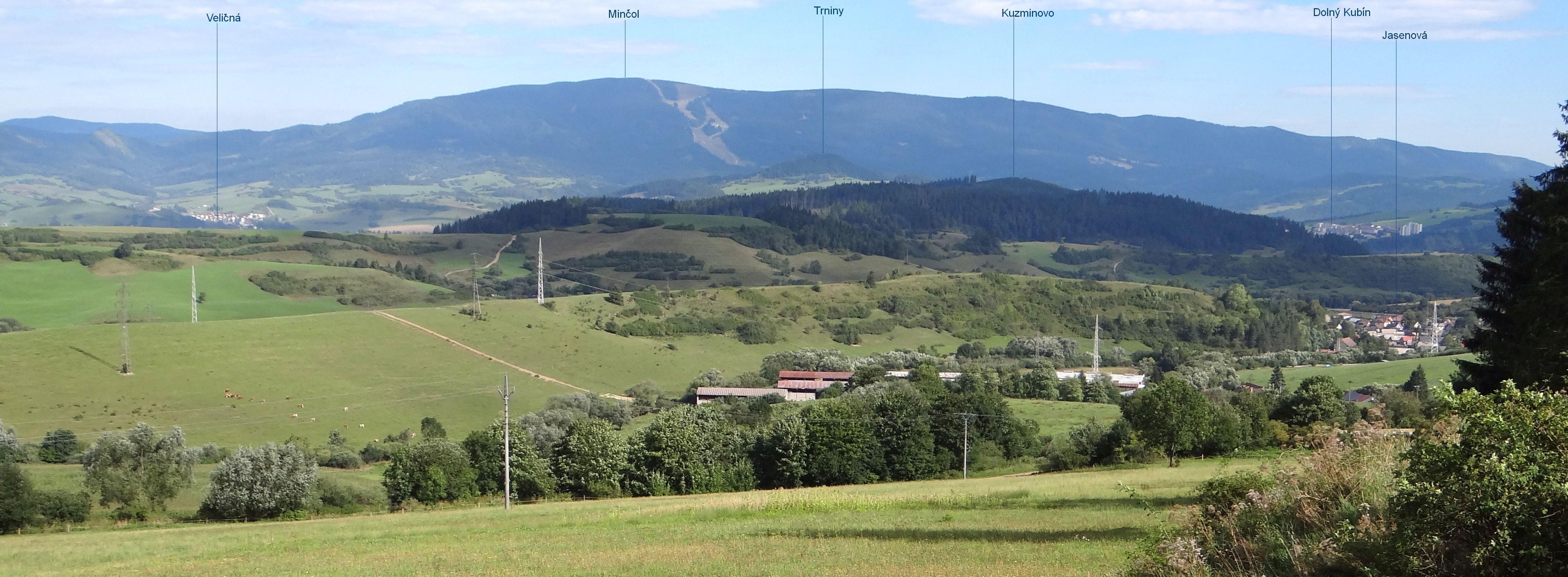
Fragment Rowu Podchoczańskiego (dolina Jasenovskiego potoku)

Rów Podchoczański (słow. Podchočská brázda) – jednostka geomorfologiczna po południowej stronie Pogórza Orawskiego na Słowacji. Jest to ciąg dolin i erozyjnie porozcinanych garbów oddzielających wzniesienia Pogórza Orawskiego od wzniesień Szypskiej Fatry i Gór Choczańskich. Na zachodzie na krótkim odcinku przylega do Veličnianskiej kotliny, od jej głównego ciągu oddzielony jest długimi wałami wzniesień Zemiansky diel i Pečkov. Ciągnie się w kierunku południowo-zachodnim przez wsie Žaškov i Komjatná, potem północno-wschodnim doliną [[Jasenovskiego potoku]] przez Jasenovą i Vyšný Kubín, potem w kierunku wschodnim doliną Leštinskiego potoku i wieś Leštiny po wieś Osádka.
W zachodniej części Rowu Podchoczańskiego znajdują się dwa chronione obszary: Tupá skala i Ostrá skala.
Przez niektórych autorów Rów Podchoczański jest uznawany za przedłużenie na zachód Rowu Podtatrzańskiego. W tym ujęciu Rów Podchoczański ciągnie się od Osádki jeszcze dalej, przez Malatíny północno-zachodnim podnóżem Gór Choczańskich.